# Татарск
Татарск (на руски: Татарск) е град в Русия, административен център на Татарски район, Новосибирска област. Населението на града през 2010 година е 26 114 души.

## История
Селището е основано през 1894 година във връзка със строежа на Транссибирската магистрала. През 1911 година получава статут на град.